# 壮烈新選組 幕末の動乱
『壮烈新選組 幕末の動乱』（そうれつしんせんぐみ　ばくまつのどうらん）は、1960年の日本映画。映倫番号:11807。白井喬二の原作をもとに、比佐芳武が脚色、佐々木康が監督、ベテランスター・キャストが一堂に会した娯楽時代劇。撮影伊藤武夫。新選組お馴染みのエピソードとともに、維新前夜に躍動する佐幕・勤王派の群像が浮き彫りに。

## あらすじ
文久二年、勤王志士を制圧するため新徴浪士隊を作った幕府は、これが不評により解散、この幕府の態度を快しとしない隊士たちにより、新たに新選組が発足された。江戸試衛館の近藤勇、土方歳三、沖田総司等一派に、水戸浪士芹沢一派が合流、
そんな折も折、京洛には勤皇派を名のる斬込み強盗が横行していた。賊は勤皇の士で長古堂に住む但馬織之助であるとの密告で、新選組は長古堂を襲った。無実を叫ぶ長古堂の娘お香代を後に、織之助は辛うじて逃れた。その日、近藤勇は隊員芹沢が太物問屋太野屋の別邸とその妾お梅を奪ったと聞き、彼をいましめた。しかし芹沢は反省の色なく、大野屋に焼打をかけた。彼を斬った勇は強盗事件も芹沢一味の仕業なのを知った。
一度は引退を決意した勇も会津候に説得されて一層の忠誠を誓った。そんな中、勇のもとに、三条池田屋で桂小五郎等勤皇の士が会合するとの報がもたらされた。

## 出演者
- 近藤勇：片岡千恵蔵

- 桂小五郎：高田浩吉
- 沖田総司：若山富三郎
- 会津侯：里見浩太郎 (里見浩太朗)

- 幾松：大川恵子
- お香代：花園ひろみ
- 千恵菊：植木千恵
- お梅：千原しのぶ
- お蝶：花柳小菊

- 永倉新八：伏見扇太郎
- 木原直人：尾上鯉之助
- 吉岡源四郎：澤村精四郎 (二代目澤村藤十郎)
- 北条市之進：高島新太郎
- 吉田稔麿：若杉恵之介
- 原田佐之助：品川隆二

- 藤堂平助：片岡栄二郎
- 前畑三十郎：徳大寺伸
- 平山五助：阿部九洲男
- 水口三郎：小柴幹治
- 宮部貞三：原健策
- 西郷吉之助：加賀邦男
- 大野屋治兵衛：沢村宗之助
- 山本仙之助：河野秋武
- 村上常右衛門：田中春男
- 根岸友山：吉田義夫
- 鈴木三樹三郎：戸上城太郎
- 新見錦：浅野光男
- 野口健司：楠本健二
- 井上源三郎：加藤浩
- 吉村貫一郎：大丸巌
- 御倉伊勢武：上代悠司
- 荒木田左馬之介：月形哲之介
- 武田観柳斎：小田部通麿
- 橋田八十八：木南兵介
- 広田：清川荘司
- 鵜殿甚左衛門：高松錦之助
- おかね：松浦築枝
- お幸：鳳衣子
- おはま：東龍子
- お村：赤木春恵
- お玉：江崎ひで子
- 了然：水野浩
- 池田屋惣兵衛：尾上華丈
- 新助：疋田圀男
- 和泉屋清兵衛：長田健
- 八木源之丞：明石潮
- 長古堂彦右衛門：瀬川路三郎
- 忠助：大東俊治

- 芹沢鴨：山形勲
- 阿部主水正：坂東好太郎
- 土方歳三：黒川弥太郎
- 伊東甲子太郎：月形龍之介

- 倉原新兵衛：大友柳太朗
- 但馬織之助：大川橋蔵

## スタッフ
- 監督：佐々木康
- 製作：大川博
- 脚本：比佐芳武
- 原作：白井喬二
- 企画：辻野公晴、玉木潤一郎
- 撮影：伊藤武夫
- 美術：川島泰三
- 音楽：万城目正
- 録音：佐々木稔郎
- 照明：中山治雄
- 編集：宮本信太郎
- 記録：神田恵江
- 装置：舘孝雄
- 装飾：秋田実
- 美粧：林政信
- 結髪：桜井文子
- 衣裳：三上剛
- 擬斗：足立伶二郎
- 進行主任：高橋幹雄

## ネット配信
- YouTube「東映時代劇YouTube」開設1周年企画「新選組映画特集」の一環として、2022年11月19日19:00（JST）から同年11月27日（VHS）まで期間限定無料配信が行われている。